# Радченко Хома Порфирійович
Хома Порфирійович Радченко (* 20 липня 1896, Харків — †23 квітня 1942) — український юрист і державний діяч.

## Біографія
Закінчив 1921 року Інститут червоних комісарів у Харкові. Працював у партійних органах: секретар Липецького волосного партійного комітету, завідувач оргвідділу та член бюро Харківського повіту партійного комітету. У 1925–1927 роках працював у Ялтинській районній профраді, а потім в органах прокуратури Харкова. Від квітня 1931 року — слухач Інституту червоної професури, радянського будівництва та права. Навчання не закінчив, був мобілізований ЦК ВКП(б) для партійної роботи в Киргизії. Займав посади начальника МТС та секретаря Фрунзенського міського комітету партії. У квітні 1936 року призначений заступником наркома юстиції та генерального прокурора, а у вересні того ж року — народним комісаром юстиції УСРР. В 1937 році був членом Редакційної комісії з підготовки проекту Конституції УРСР. Влітку 1937 року знятий з посади і виключений з партії. Працював у Харкові заступником директора універмагу. Заарештований 10 серпня 1938 року і звинувачений у тому, «що, будучи учасником правотроцькістської організації, проводив шкідництво в органах суду і прокуратури УРСР». У жовтні 1939 року засуджений Особливою нарадою при НКВС СРСР до 8 років таборів. Помер, відбуваючи покарання. Реабілітований у 1956 році.